# 大福山
大福山（だいふくざん、だいふくやま）は、千葉県市原市石塚にある山である。

## 概要
標高は292メートルで、市原市の最高峰である。山頂には日本武尊を祭った白鳥神社があり、また山頂の東側約200メートルのところには大福山展望台がある。大福山の南東側には紅葉の名所として観光地となっている梅ヶ瀬渓谷へと下る道がハイキングコースとして整備されており、紅葉シーズンには人々で賑わいを見せる。
白鳥神社の社叢林となっている周辺は「大福山自然林」として1972年（昭和47年）1月28日に千葉県の天然記念物に指定された。山頂北西側の湿潤な斜面では、落葉広葉樹であるイヌシデ、イロハモミジなどと、常緑樹であるタブノキ、ウラジロガシなどとが混合林を成しており、極相林であると観察されている。一方、南東側の乾燥斜面では、高木のスダジイやアカガシ、亜高木のモチノキやカクレミノ、低木のヤブツバキやヒサカキを始めとする常緑樹の林となっており、草木や蘚苔類もよく生育している。